# Daniela Wagner

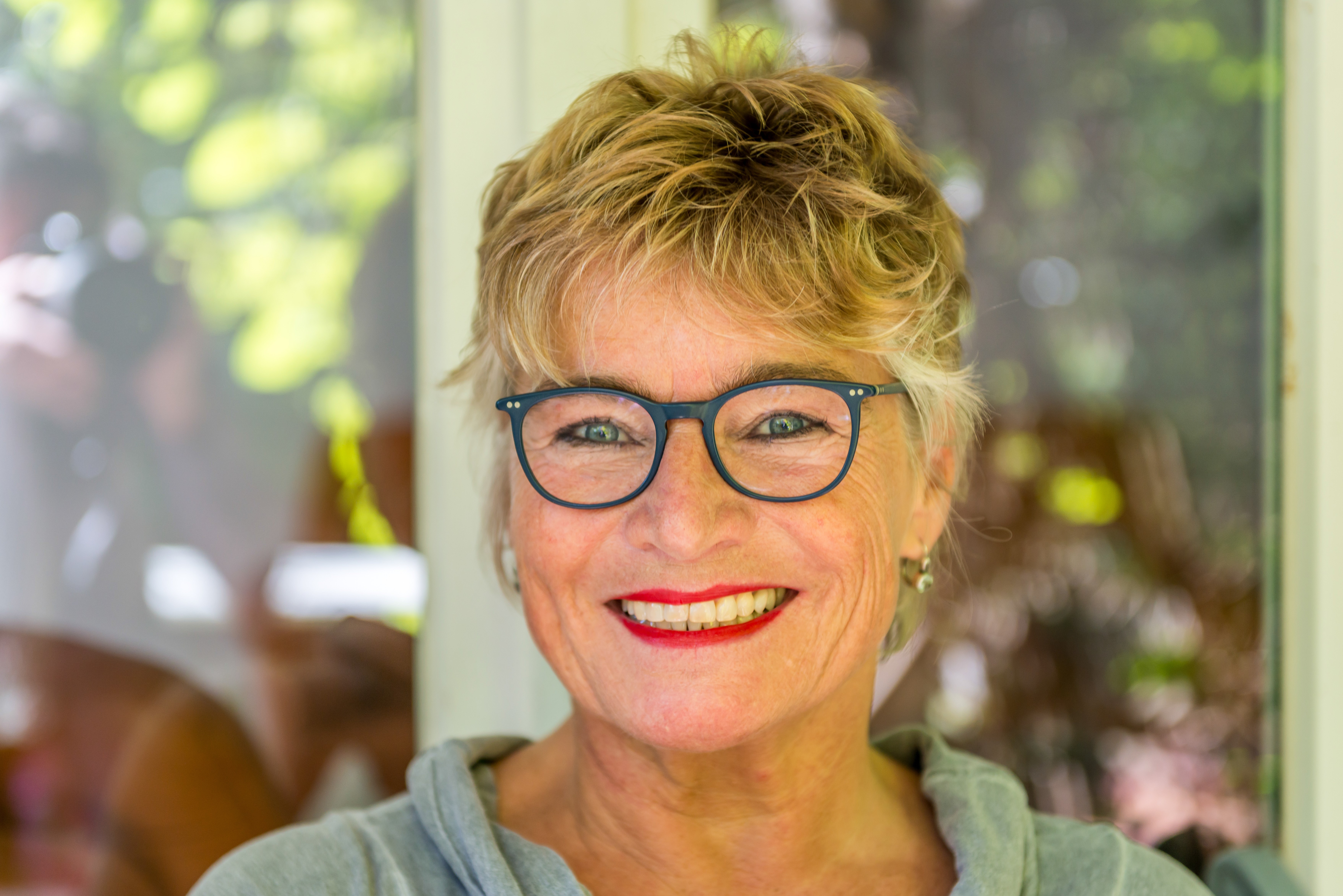
Daniela Wagner war Mitglied des Deutschen Bundestages für Bündnis 90/Die Grünen und Sprecherin für Stadtentwicklung

Daniela Wagner (* 4. April 1957 in Darmstadt) ist eine deutsche Politikerin (Bündnis 90/Die Grünen).

## Ausbildung und Beruf
Daniela Wagner besuchte 1968 bis 1977 die Georg-Büchner-Schule in Darmstadt. Nach dem Abitur studierte sie 1977 bis 1978 Germanistik und Anglistik für das Lehramt in Frankfurt am Main. 1979 bis 1981 studierte sie an der Universität Oldenburg und 1982 bis 1988 an der TH Darmstadt Politik-, Rechts- und Wirtschaftswissenschaften. Sie beendete ihr Studium ohne Abschluss.
Daniela Wagner ist mit Darmstadts ehemaligem Oberbürgermeister Jochen Partsch verheiratet und hat seit 1978 eine Tochter.

## Politik
Daniela Wagner ist seit 1981 Mitglied der Grünen und arbeitete 1981 bis 1987 Teilzeit als Fraktionsgeschäftsführerin der Kreistagsfraktion Darmstadt-Dieburg der Grünen. 1985 bis 1994 war sie (mit rotationsbedingten Unterbrechungen) Stadtverordnete in Darmstadt.
1987 bis 1994 war sie Abgeordnete im Hessischen Landtag. Sie kandidierte im Wahlkreis Darmstadt-Stadt I, wurde aber über die Landesliste der Grünen gewählt. Am 15. November 1994 gab sie das Landtagsmandat auf, nachdem sie zur Dezernentin für Schule, Kindertagesstätten, Wohnen, Frauen und Interkulturelle Angelegenheiten der Stadt Darmstadt gewählt wurde. In diesem Dezernat war sie zeitweise auch für Umweltfragen zuständig. 2006 schied sie als Stadträtin aus.
Von 1999 bis zu ihrem Rücktritt am 5. April 2000 war sie Landesvorstandsprecherin der hessischen Grünen. 2005 kandidierte Wagner erfolglos für die Grünen als Oberbürgermeisterin von Darmstadt.
Für die Bundestagswahl 2009 war sie Direktkandidatin im Bundestagswahlkreis Darmstadt und auf einem vorderen Platz der Landesliste nominiert. Über die Landesliste zog sie in den Deutschen Bundestag ein. Sie war Sprecherin für Bauen und Wohnen der Bundestagsfraktion von Bündnis 90/Die Grünen. Der Wiedereinzug gelang ihr bei der Bundestagswahl 2013 jedoch nicht.
Von Dezember 2013 bis November 2017 war Wagner neben Kai Klose Vorsitzende der hessischen Grünen.
Für die Bundestagswahl 2017 war sie Direktkandidatin im Bundestagswahlkreis Darmstadt und Spitzenkandidatin auf dem ersten Platz der Landesliste von hessischen Grünen nominiert.
Ab Oktober 2017 war Wagner erneut Abgeordnete des Deutschen Bundestages und Sprecherin für Stadtentwicklung der Bundestagsfraktion von Bündnis 90/Die Grünen. Sie war ordentliches Mitglied im Ausschuss für Verkehr und digitale Infrastruktur, sowie im Ausschuss für Bau, Wohnen, Stadtentwicklung und Kommunen. Zudem gehörte sie als stellvertretendes Mitglied dem Petitionsausschuss an.
Für die Bundestagswahl 2021 wurde Wagner auf Platz 13 der Landesliste von Bündnis 90/Die Grünen gewählt, sie erhielt kein Abgeordnetenmandat.

## Sonstige Ämter
- 1994 bis 2014 ehrenamtlich im Vorstand der Bauverein AG.[8]
- 2008 bis 2017 Geschäftsführerin der SOPHIA Hessen GMBH, einer Tochter der bauverein AG, Darmstadt
- seit 2004 Mitglied des Aufsichtsrates der Neuen Wohnraumhilfe gGmbH, Darmstadt
- seit 2013 Aufsichtsratsvorsitzende der Neue Wohnraumhilfe gGmbH, Darmstadt
- seit 2015 Mitglied im Aufsichtsrat der Darmstädter Stadtentwicklungsgesellschaft (DSE)[9]